# Deosergestes
Deosergestes is een geslacht van kreeftachtigen uit de klasse van de Malacostraca (hogere kreeftachtigen).

## Soorten
- Deosergestes coalitus (Burkenroad, 1940)
- Deosergestes corniculum (Krøyer, 1855)
- Deosergestes curvatus (Crosnier & Forest, 1973)
- Deosergestes disjunctus (Burkenroad, 1940)
- Deosergestes erectus (Burkenroad, 1940)
- Deosergestes henseni (Ortmann, 1893)
- Deosergestes nipponensis (Yokoya, 1933)
- Deosergestes paraseminudus (Crosnier & Forest, 1973)
- Deosergestes pediformis (Crosnier & Forest, 1973)
- Deosergestes rubroguttatus (Wood-Mason in Wood-Mason & Alcock, 1891)
- Deosergestes seminudus (Hansen, 1919)